# Sterna aurantia
El charrán indio (Sterna aurantia) es una especie de ave marina de la familia de los estérnidos (anteriormente subfamilia de la familia Laridae), perteneciente al género Sterna. Habita a lo largo de los ríos interiores de Irán, en Pakistán, en la India, Birmania y Tailandia.